# Сумневич, Георгий Прокопьевич
Гео́ргий Проко́пьевич Сумне́вич (1909—1947) — советский ботаник-систематик, кандидат биологических наук.

## Биография
Родился 27 сентября 1909 года в Тобольске. Отец — Прокопий Гермогенович Сумневич, специалист по лесному хозяйству, прививший сыну любовь к изучению растений, с детства водивший его на ботанические экскурсии. С 1928 года Георгий учился на биологическом факультете Томского государственного университета, в 1932 году окончил его по специальности геоботаника. Среди учителей Г. П. Сумневича были известные систематики, профессора Б. К. Шишкин и П. Н. Крылов.
В 1930 году Георгий Прокопьевич ездил в Прикаспийскую низменность для изучения каучконоса хондриллы. В 1931 году он участвовал в Южносибирской экспедиции Академии наук, в 1932 году — был на экспедиции по южному берегу озера Иссык-Куль и Терскей Ала-Тоо, в 1933 году — в Забайкалье, в 1934 году — в окрестности Улан-Удэ, в 1935 году — близ Семипалатинска, в 1936—1937 годах — вокруг Томска.
После окончания университета Георгий Прокопьевич был оставлен в Гербарии университета, где стал работать ассистентом. Также он начал читать лекции по систематике высших растений.
В 1938 году Г. П. Сумневич переехал в Ташкент, став старшим научным сотрудником Комитета наук при Совнаркоме Узбекистана (в дальнейшем — Филиала АН СССР, с 1943 года — Академии наук Узбекистана). В 1939 году он также начал читать лекции по географии растений и общей ботаники в звании доцента в Ташкентском педагогическом институте.
В 1938 году Сумневич участвовал в Чиракчинской экспедиции Комитета наук УзССР, в 1939 году ездил на западный Тянь-Шань для изучения местных плодовых деревьев и кустарников.
В 1939 году Георгий Прокопьевич Сумневич защитил диссертацию на соискание степень кандидата биологических наук в Среднеазиатском университете. В 1941 году он был утверждён ВАК в звании доцента, в 1943 году Президиум АН СССР утвердил Георгия Прокопьевича в звании старшего научного сотрудника.
В 1942 году Г. П. Сумневич изучал шиповники Ахангаранского района Ташкентской области, в 1943 году — джанджак в Яккабагском районе Кашкадарьинской области, в 1944 году — растительность бассейна Ангрена и шиповники Ургутского района Самаркандской области и Аштского района.
В 1947 году Сумневич начал изучение растительности юго-западной части Гиссарского хребта в составе Гиссарской экспедиции АН УзССР.
10 сентября 1947 года во время полевых работ Георгий Прокопьевич скоропостижно скончался.

## Некоторые научные работы
- Сумневич Г. П. Лекарственная валериана Азиатской части СССР. — Ташкент, 1941. — 127 с.
- Сумневич Г. П. Дикорастущие пищевые растения Узбекистана. — Ташкент, 1942. — 103 с.
- Сумневич Г. П. Дикие плодово-ягодные растения Узбекистана, их сбор и заготовка. — Ташкент, 1942. — 60 с.
- Сумневич Г. П. Шиповники Узбекистана, богатые витаминами. — Ташкент, 1947. — 41 с.

## Виды растений, названные в честь и в память Г. П. Сумневича
- Astragalus sumneviczii Pavlov, 1952
- Dryas sumneviczii Serg., 1957
- Festuca sumneviczii Serg., 1965 [= Festuca hubsugulica Krivot., 1955]
- Oxytropis sumneviczii Krylov, 1932
- Rosa sumneviczii Korotkova, 1948
- Saussurea sumneviczii Serg., 1949 [= Saussurea pricei N.D.Simpson, 1913]
- Senecio sumneviczii Schischk. & Serg., 1949 [= Tephroseris turczaninovii (DC.) Holub, 1973]
- Taraxacum sumneviczii Schischk., 1949
- Valeriana sumneviczii Vorosch., 1959 [= Valeriana rossica P.A.Smirn., 1927]